# Drosophila promeridiana
Drosophila promeridiana este o specie de muște din genul Drosophila, familia Drosophilidae, descrisă de Wasserman în anul 1962.
Este endemică în Columbia. Conform Catalogue of Life specia Drosophila promeridiana nu are subspecii cunoscute.